# Пунта-Абона (маяк)
Маяк Пунта-Абона (исп. Faro de Punta Abona) — действующий маяк на юго-востоке канарского острова Тенерифе, в муниципалитете Арико. 

## История
Первый маяк был построен в 1902 году,  в том же стиле, что и другие канарские маяки XIX века как часть первого плана обеспечения безопасности судоходства между Санта-Крус-де-Тенерифе и портами западных Канарских островов. Первый маяк эксплуатировался до 1970-х годов. 
Новый маяк был построен в 1976 году. Он представляет собой башню цилиндрической формы высотой 39 метров, белого цвета с красными кольцевыми полосами. Фокусная высота маяка 54 метра над уровнем моря, видимость 17 морских миль. Световая характеристика огня белого цвета — группо-проблесковый, 3 вспышки с интервалом двадцать секунд.
Маяк обслуживается администрацией порта провинции Санта-Крус-де-Тенерифе. Он зарегистрирован под международным номером Адмиралтейства D2829 и имеет идентификатор NGA 113-23828.